# Chloropeta

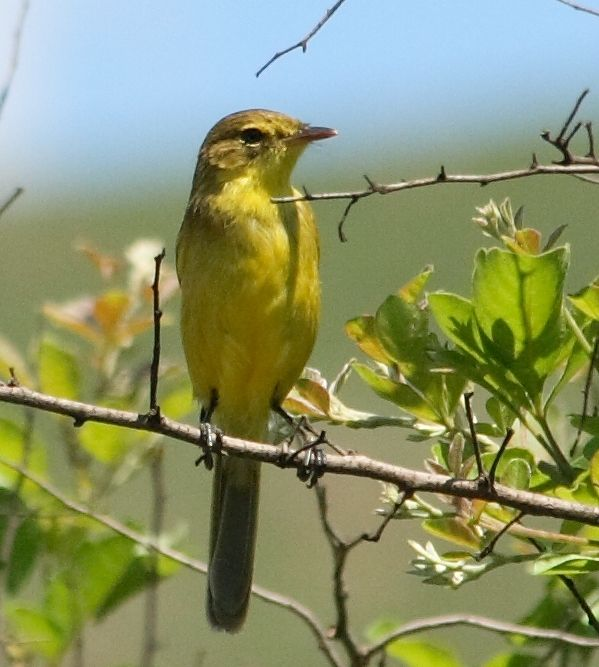
Iduna natalensis.

Le genre Chloropeta est un taxon aviaire obsolète qui regroupait trois espèces de fauvettes aquatiques appartenant à la famille  des Acrocephalidae.

## Liste sous-taxons
- Chloropeta gracilirostris Ogilvie-Grant, 1906 — maintenant Calamonastides gracilirostris
- Chloropeta natalensis Smith, 1847 — maintenant Iduna natalensis
- Chloropeta similis Richmond, 1897 — maintenant Iduna similis